# Ангелина Бранковић
Преподобна мати Ангелина, световно име Ангелина Бранковић (око 1440. — 30. јул 1520.), била је кћи Ђорђа Аријанита Комнина, средњовековног господара области Коњуха и Шкумбе и супруга деспота Стефана Бранковића, сина српског деспота Ђурђа Бранковића.

## Живот
Ангелина је кћерка великаша кнеза Ђорђа Аријанита Комнина. Рођена је у Албанији око 1440. године. У родитељском дому је стекла одлично образовање и васпитање. Љубав према књизи испољила је још у раној младости, о чему сведоче и трагови њене библиотеке у манастиру Крушедолу. Запис једног епископа наводи његове речи да је ’’радознала, лепа и мудра жена која је гајила велику љубав према књигама’’. Аријанити су били угледна хришћанска породица која је имала истакнуте предводнике у борби против Турака.
Деспот Стефан се након свргавања са престола склонио код своје сестре грофице Катарине на њеном имању у Хрватској, одакле је, преко Дубровника стигао у Албанију где је и упознао кнегињу Ангелину.
За слепог Стефана, изгнаног српског деспота, се удала новембра 1460. или 1461. године у Скадру. У Албанији су остали кратко време на Скендербеговом имању, док им се није родио први син Ђорђе. Годину дана касније (1461.) напустили су Албанију и по препоруци Скендербега, Ангелининог зета, отишли су у Италију, прво у Венецију, а потом се настањују у Фурланији у стари замак Београд на реци Таљаменто који је Стефан, заједно са својом сестром Катарином купио 1465. године од горичког грофа Леонарда. Ту су провели више од 10 година, одгајајући синове Ђорђа и Јована, касније деспоте и ћерку Марију. Иако је његов отац деспот Ђурађ Бранковић био један од најбогатијих људи у Србији у то време деспот Стефан и деспина Ангелина су живели сиромашно.
Деспот Стефан је умро 9. октобра 1476. године, а деспина Ангелина остаје још неко време са децом у замако Београд. Убрзо се обратила за помоћ цару Фридриху III од ког је добила замак Вајтерсфелд у Штајерској, где је неко време живела са децом. Тамо удаје и ћерку Марију 1485. године, уз царево посредовање, за маркиза Бонифација III од Моферата, потомка византијских Палеолога.
Убрзо након тога Ангелини стиже позив мађарског краља Матије Корвина да њен син Ђорђе преузме достојанство српског деспота. Ангелина је кренула са двојицом синова преко Беча и Будима за Срем. Са моштима свога мужа је у Срем стигла фебруара 1486. године. Прво станиште било јој је Купиново, где је убрзо подигла цркву Светог апостола Луке и положила у њу мошти свога мужа, а подиже и манастир Обед.
У престоном Купинову се њен син деспот Ђорђе замонашује и добија монашко име Максим, а други син Јован преузима деспотску титулу. Пар година касније, тачније 10. децембра 1502. године деспот Јован умире. Након тога нови деспот постаје Иваниш Бериславић из старе хрватске великашке породице, а Ангелина и монах Максим губе поседе, након чега су принуђени да напусте Угарску. Након тога на кратко одлазе у Влашку, а већ 1509. године се враћају у Срем где уз помоћ својих рођака Јакшића и влашког војводе Нагоја 1512. године подижу манастир Крушедол где сахрањују мошти деспота Стефана и сина Јована. Ту је сахрањен и митрополит Максим који умире 1516. године.
Монахиња Ангелина умире четири године касније, 30. јула 1520. године, и сахрањују је прво у њеном манастиру Сретењу, а касније се мошти пребацују у Крушедолски манастир.
Не постоји тачна информација када се Ангелина замонашила, али се зна да је упркос сиромаштву била ктиторка већег броја манастира.
Ангелина је одржавала односе с московским великим кнезом Василијем III, којем се обраћала за помоћ почетком XVI века и којег је молила да узме светогорске манастире под покровитељство, што се и десило.

## Култ
Житије преподобне Ангелине написано је врло рано; једно је сачувано у Минеју за јули - рукопису из XVI века. То Житије превео је на савремени српски језик епископ Митрофан Шевић. Исто Житије преподобне Ангелине налази се у Римничком и Московском Србљаку, док је у Београдском њено пролошко Житије нешто другачије.
Служба преподобној Ангелини такође је рано састављена и налази се у сва три Србљака под 30. јулом, датумом њене смрти. Кроз целу Службу Ангелина се ословљава као мати, преподобна, преблажена, присноблажена, достоблажена и блажена. Химнограф јој није саставио посебан тропар, већ је, с обзиром на њен тежак и мученички живот, позајмио тропар од свете Теодоре, хришћанске подвижнице из V века. У Служби се истиче да је мушки, у смислу издржљивости, провела свој живот иако је била жена. Наглашено је да поклоници стоје око њених моштију као некада око ковчега Старог завета и да њене мошти исцељују. Химнограф позива: „Приђите у нови Израиљ, и све околне земље и градови заједно збор саставивши на спомен преподобне матере наше Ангелине, радосном душом и срцем божанствену гробницу њену обгрлимо, благодат исцељења примајући.“ Кроз Службу преподобне Ангелине, исказане су и њене хришћанске врлине: чистота подвижничког живота, безгранично милосрђе, стрпљивост и мудрост, оданост супруге и пожртвованост мајке, јер „сву себе предала јеси Богу“. Преподобна Ангелина помиње се и у Служби њеног сина - светог Јована - и у Заједничкој служби свим светим Бранковићима од непознатог крушедолског монаха из XVI века.
Култ преподобне мајке Ангелине рано је изграђен. Повод томе је њен тежак живот; надживела је мужа, оба сина и кћер Мару. Три пута је преносила мошти свога мужа - светог Стефана Слепог - и два пута сина, и то у великој оскудици. За њихове кивоте везла је златним и сребрним нитима прекриваче.
У Купинову, близу цркве Светога Луке, све до 1930. године постојала је црква посвећена Преподобној Ангелини. Тома Вучић Перишић подигао је 1858. године у селу Закути (Гружа) цркву посвећену Мајци Ангелини.
Лик преподобне Ангелине налази се на свим иконама светих Бранковића. Приказана је у црној схимничкој ризи као монахиња, са крстом у десној руци. На фрескама мати Ангелина приказана је у Ривцу, на јужном зиду, затим Нередину, Боковцу, Голубинцима, Јасенову, Уљми, Руменки, Каћу, Саборној цркви у Београду, припрати Пећке патријаршије, у главној цркви манастира Хиландара, припрати Саборне цркве у Шапцу. У манастиру Клисури њен лик насликан је у јужној певници. На иконама преподобна Ангелина приказана је у Марадику, рад Ј. Орфелина 1776. године; Српској Црњи, рад Ђуре Јакшића 1853. године; Саборној цркви у Вршцу, рад Паје Јовановића; Остојићеву, рад Д. Алексића 1871/72. године. У Парти и Радојеву представљена је на певницама заједно са осталим Србима. Икона Мајке Ангелине налази се још у Кулпину, Чуругу, Старом Бечеју, цркви Светитеља Николаја на Новом Гробљу у Београду, затим у Малом Бечкереку (Румунија) и Араду. Графичка представа са њеним ликом налази се у Римничком Србљаку испред њене Службе. По овом предлошку урађена је једна икона за манастир Пакру, која се сада налази у Музеју Српске православне цркве у Београду.
Као и на фрескама, света Ангелина је на иконама најчешће приказивана заједно са светим деспотима: Стефаном, Јованом и Максимом.
Српска православна црква је прославља 12. августа/30. јула.

## Молитва Преподобној Ангелини Српској
"О, преподобна Ангелина, мајко наша добра и милостива, помози нам, деци твојој непослушној. Ти си, мајко наша добра, тежак живот на Земљи имала, али си Божијом помоћи све битке храбро извојевала и у светлост Царства Небеског радосно се душом настанила. Из твога дома Црква Христова је позлаћена и украшена твојим светим супругом Стефаном, и синовима светим Јованом и Максимом. Ти си имала и неизмерно велико и састрадално срце према свима који беху у невољи. Зато те је побожни Србски народ и назвао најлепшом речју коју Бог даде - мајка. Јер ти си мајка свих нас, Србчића твојих, који, иако смо грешни и прегрешни, ипак тебе волимо и поштујемо и теби се за помоћ обраћамо. А која мајка не воли своју децу, чак и највеће грехе када учине. Она их као мудра кара, али не престаје да их воли. Зато нас и ти, добра наша мајко, покарај са Небеса, покарај нас шибом Божијом, али и љубав нам твоју не ускраћуј. Руком правде Божије нас опомињи, а руком љубави нас крепи и враћај са пута неправде, на пут истине и добра.
Молимо те, мајко добра, да нам молитвама твојим Господу подариш сваки благослов с Неба: болеснима здравље, немоћнима снагу, очајнима наду, гладнима хлеба насушног, бездетнима децу, прогнанима дом и утеху, и свима који те за нешто моле, подај по великој милости твојој, онолико колико им треба. Али нам још више подари, мати наша добра, блага Небеских којима се душа чисти, која нас укрепљују у испуњавању заповести Божијих, која нас воде ка добру, и одводе од свакога зла. Јер ако не побегнемо од зла у овоме свету, како ћемо побећи у оном, ако се не очистимо од прљавштине овде, како ћемо тамо, где се само гледа шта смо понели одавде.
Помози нам да умремо за овај свет, као што си и ти за свет била умрла, желевши благо непропадљиво и вечно. Нека и наше благо буде на Небу, како би нам и срце било на Небу, а не овде где све трули и нестаје, где лопов краде и мољац и рђа нагриза. Јер ако све своје снаге утрошимо за блага овога света, за само шаку земаљске прашине, коју са собом ионако понети нећемо, онда нам ни ти нећеш моћи помоћи, мајко наша добра. Али, ако се бар мало потрудимо, бар мало завапимо Господу преко тебе, Његове невесте Небеске, онда ће нам и твоја помоћ излити небројено много блага Небеских, која ће нас оснажити да са уског пута спасења не скрећемо, макар нас и стотине смрти на њему чекало.
Јесте да је душа наша сва од греха поцепана и јадна, али је Милостиви Бог и лек припремио - покајање. Нека се и у нама роди бар део оног истинског покајања које си и ти Господу принела, мајко наша света. Нека твоје топле сузе које свакодневно лијеш за род Србски, оживе оно Божанско у нама, како би схватили да смо Богу дужни много, много, али да ће нам Он тај дуг лако опростити, само ако Га искрено и са сузама замолимо за опроштај.
Зато се сажали на нас, мајчице наша Ангелина, крушедолска света игуманијо, и помози нам да се спасемо од свакога зла, како би једног дана, твојим молитвама Господу, дошли у покој Царства Небеског, где сви благодарно прослављају Свету Једносушну и Нераздељиву Тројицу, Оца и Сина и Светога Духа, и сада и увек и у векове векова. Амин."

## Породица
Ангелина Аријанит и Стефан Бранковић били су у браку од 1461. године до његове смрти 1476. године. Имали су децу:
- Ђорђе († 18. јануара 1516). Титуларни деспот Србије, i племић у Краљевини Угарској. Ожењен Изабелом дел Балцо, кћерком Агилберта, војводе од Нардоа. Касније се замонашио под монашким именом „Максим“. Касније постављен за митрополита угро-Влашке од 1508. до 1521. године. Носио је и титулу београдског архиепископа.
- Јован († 10. децембра 1502). Титуларни деспот Србије, и племић у Краљевини Угарској. Ожењен Јеленом Јакшић. Она се помиње као „Хелена, Српска деспотица“ у карти из 1502. године.
- Ирена: помиње се на трећем месту у Масарелијевом рукопису. Сматра се да је умрла млада.
- Марија (умрла 27. августа 1495). Помиње се на четвртом месту и најмлађа у Масарелијевом рукопису. Удата за Бонифација III Палеолога, маркиза од Монферата (1424–1494, владавина 1483–1494).